# Группа периодической системы
Гру́ппа периодической системы химических элементов — последовательность атомов по возрастанию заряда ядра, обладающих однотипным электронным строением.
Номер группы определяется количеством электронов на внешней оболочке атома (валентных электронов) и, как правило, соответствует высшей валентности атома.
В короткопериодном варианте периодической системы группы подразделяются на подгруппы — главные (или подгруппы A), начинающиеся с элементов первого и второго периодов, и побочные (подгруппы В), содержащие d-элементы. Подгруппы также имеют названия по элементу с наименьшим зарядом ядра (как правило, по элементу второго периода для главных подгрупп и элементу четвёртого периода для побочных подгрупп). Элементы одной подгруппы обладают сходными химическими свойствами.
С возрастанием заряда ядра у элементов одной группы из-за увеличения числа электронных оболочек увеличиваются атомные радиусы, вследствие чего происходит снижение электроотрицательности, усиление металлических и ослабление неметаллических свойств элементов, усиление восстановительных и ослабление окислительных свойств образуемых ими веществ.

## Нумерация групп
С 1989 года Международным союзом теоретической и прикладной химии (IUPAC) в качестве основного варианта периодической системы утверждена длиннопериодная форма. В связи с этим IUPAC рекомендует сплошную нумерацию групп: арабскими цифрами от 1 до 18.
Несмотря на это, продолжают применяться ставшие традиционными системы нумерации с использованием римских цифр и латинских букв, отличающиеся для Америки и Европы.
Современная система нумерации содержит следующие группы (старые системы, европейская и американская, приведены в скобках):
- Группа 1 (IA, IA): щелочные металлы
- Группа 2 (IIA, IIA): щёлочноземельные металлы
- Группа 3 (IIIB, IIIA): подгруппа скандия
- Группа 4 (IVB, IVA): подгруппа титана
- Группа 5 (VB, VA): подгруппа ванадия
- Группа 6 (VIB, VIA): подгруппа хрома
- Группа 7 (VIIB, VIIA): подгруппа марганца
- Группа 8 (VIIIВ, VIIIA): подгруппа железа
- Группа 9 (VIIIВ, VIIIA): подгруппа кобальта
- Группа 10 (VIIIВ, VIIIA): подгруппа никеля
- Группа 11 (IB, IB): подгруппа меди
- Группа 12 (IIB, IIB): подгруппа цинка
- Группа 13 (IIIA, IIIB): подгруппа бора
- Группа 14 (IVA, IVB): подгруппа углерода
- Группа 15 (VA, VB): подгруппа азота (пниктогены)
- Группа 16 (VIA, VIB): халькогены
- Группа 17 (VIIA, VIIB): галогены
- Группа 18 (VIIIA, VIIIB)[2]: инертные газы